# Hrabstwo Dickenson

Piramida wieku hrabstwa

Hrabstwo Dickenson – hrabstwo w USA, w stanie Wirginia, według spisu z 2000 roku liczba ludności wynosiła 16395. Siedzibą hrabstwa jest Clintwood.

## Geografia
Według spisu hrabstwo zajmuje powierzchnię 859 km², z czego 854 km² stanowią lądy, a 5 km² – wody.

### Miasta
- Clinchco
- Clintwood
- Haysi

### Sąsiednie hrabstwa
- Hrabstwo Buchanan
- Hrabstwo Russell
- Hrabstwo Wise
- Hrabstwo Pike (Kentucky)